# 889

## Esdeveniments
- Angkor esdevé la capital de l'imperi jemer
- Vladímir succeeix Borís I Miquel com a rei de Bulgària
- Arnulf de Caríntia conceideix privilegis comercials a Osnabrück
- Forlì (Itàlia) esdevé una república
- Els magiars saquegen Reggio Emilia i en maten el bisbe, Azzo II